# Android & Human Being
『Android & Human Being』（アンドロイド・アンド・ヒューマンビーイング）は、Salyuの5枚目のスタジオ・アルバム。

## 概要
前作に続く、小林武史によるプロデュース作品。
ボーナスCD付初回盤と通常盤の2形態で発売。
既発表のシングル曲は1曲しかなく、他は全てアルバム初収録の曲となっている。
初回盤では、2014年6月に行われたライブ『a brand new concert issue “minima” -ミニマ- Salyu × 小林武史 Vol.2』の一部を収録したCDが特典として付属している。
「THE RAIN」は元々ソニーモバイルコミュニケーションズ「Xperia UL SOL22」「Rain Dance」篇のCMソングとして流れた曲で、2013年12月30日のCOUNTDOWN JAPAN 13/14のライブでBRADBERRY ORCHESTRA&ダイアナチアキによりSalyuのアルバム発売前に演奏された曲である。

## 収録曲
CD
- 全作詞・作曲・編曲：小林武史

1. 先回りして 1（2:20）
2. 非常階段の下（4:40）
3. リスク（5:10）
4. 心の種（4:53）
5. 有刺鉄線（5:36）
トリビュート・アルバム『Salyu 20th Anniversary Tribute Album "grafting"』の初回生産限定盤に、Salyu自身によるセルフカバー音源が収録されている。
6. 先回りして 2（2:14）
7. フェスタリア（5:25）
8. カナタ（5:12）
9. THE RAIN（4:57）
10. 希望という名の灯り（6:47）
11. 先回りして 3（2:34）
12. アイニユケル（5:08）

CD (初回盤のみ)
(a brand new concert issue “minima” -ミニマ- Salyu × 小林武史 Vol.2)
1. SCAT
2. 飽和
3. iris 〜しあわせの箱〜
4. 体温
5. landmark
6. LIBERTY
7. 回復する傷
8. Lighthouse

## 演奏
- 小林武史：Piano, Keyboards & Programming
- 名越由貴夫：Electric Guitar (#2.4.5.8.9.10.12)
- キタダマキ (Syrup16g)：Bass (#4.5.10)
- 佐藤征史 (くるり)：Bass (#12)
- あらきゆうこ：Drums (#4.5.8.10)
- 河村吉宏：Drums (#12)
- 安達錬：Computer Programming

## カバー
THE RAIN
- ROTH BART BARON（2024年12月18日、トリビュート・アルバム『Salyu 20th Anniversary Tribute Album "grafting"』に収録）